# Alberik I van Mâcon
Alberik I van Mâcon (circa 885 - 943) was burggraaf van Narbonne, van 932 tot aan zijn dood graaf van Mâcon en van 942 tot aan zijn dood heer van Salins.

## Levensloop
Alberik was een zoon van burggraaf Mayeul van Narbonne uit diens huwelijk met ene Raymonda. Daarnaast had hij ook een broer die Wouter heette.
Na de dood van zijn vader werd hij burggraaf van Narbonne, maar Alberik reisde liever dan te regeren en liet het beheer van Narbonne over aan zijn broer. Hij vertrok richting Mâconnais en huwde daar met Tolana, enige dochter van burggraaf Raculf van Mâcon. Dankzij dit huwelijk werd Alberik in 932 de eerste graaf van Mâcon. In 942 besliste hij eveneens om bezit te nemen van Salins, dat toen deel uitmaakte van de gebieden van de Abdij van Sint-Mauritius, maar door de grote afstand met de abdij moeilijk te verdedigen was. Door deze overdracht verzekerde de abdij zich van de steun van een sterke heerser die hun belangen verdedigde.
Alberik verwierf nog verschillende andere landerijen. Bisschop Bernon van Mâcon wees hem bijvoorbeeld het kasteel van Confrançon, de burcht en de kerk van Saint-Amour en de proosdij van Vinzelles toe, waarna hij in ruil Montgudin, Civria en Savigny aan de bisschop afstond. In 941 doneerde Maynier, de proost van de Sint-Mauritiusabdij, hem bovendien landerijen die het klooster bezat in de graafschappen Scoding en Warasch, meer bepaald Aresches, Chamblay, Usie en het kasteel van Bracon en een deel van Salins. Deze donatie werd door koning Koenraad van Bourgondië goedgekeurd, maar deed de abdij enkel op voorwaarde dat ze na de dood van Alberik en zijn zonen terug gegeven werden als het klooster dat vroeg.
Hij stierf rond het jaar 943 en werd bijgezet onder het plein van de Kathedraal van Besançon. Alberik werd als graaf van Mâcon opgevolgd door zijn zoon Leutald I.

## Nakomelingen
Uit het huwelijk van Alberik I en zijn echtgenote Tolana zijn drie kinderen bekend:
- Humbert I (905-957), heer van Salins
- Leutald I (915-961), graaf van Mâcon
- Adela (overleden in 944)